# Chordodes moutoni
Chordodes moutoni är en tagelmaskart som beskrevs av Lorenzo Camerano 1895. Chordodes moutoni ingår i släktet Chordodes och familjen Chordodidae. Inga underarter finns listade i Catalogue of Life.